# Франсіско Руа
Франсіско Руа (ісп. Francisco Rúa, 4 лютого 1911, Буенос-Айрес, Аргентина — 5 серпня 1993, там само) — аргентинський футболіст, що грав на позиції нападника, зокрема, за клуб «Естудьянтес», а також національну збірну Аргентини.

## Клубна кар'єра
У футболі дебютував 1930 року виступами за «Індепендьєнте» (Авельянеда), в якій провів один сезон, взявши участь у 2 матчах чемпіонату.
Згодом з 1932 по 1939 рік грав у складі клубів «Тальєрес» (Ремедіос), «Ланус», «Спортіво Док-Сюд», «Ньюеллс Олд Бойз», «Велес Сарсфілд» та «Ньюеллс Олд Бойз».
Своєю грою за останню команду привернув увагу представників тренерського штабу клубу «Естудьянтес», до складу якого приєднався 1940 року. Відіграв за команду з Ла Плати наступні шість сезонів своєї ігрової кар'єри.
Завершив професійну ігрову кар'єру у клубі «Темперлей», за команду якого виступав протягом 1946—1947 років.

## Виступи за збірну
1934 року дебютував в офіційних матчах у складі національної збірної Аргентини, зігравши на чемпіонаті світу 1934 року в Італії проти Швеції (2-3) свій єдиний матч.
Помер 5 серпня 1993 року на 83-му році життя у місті Буенос-Айрес.